# ADLAN
Skupina ADLAN (Amics de l'Art Nou, "amigos del arte nuevo") bylo katalánské umělecké hnutí založené v Barceloně v roce 1932 umělci Joanem Pratsem, Sertem a Gomisem s cílem podporovat avantgardní umění. Jeho členy byli Ángel Ferrant, Eudald Serra, Ramon Marinello, Artur Carbonell, Jaume Sans a další. Mezi jejich aktivity spadala organizace výstav děl Picassa, Dalího, Miróa a Caldera. V lednu 1936 to byla expozice 25 Picassových děl v barcelonském Sala Esteve. Na otevření promluvil Miró a Jaime Sabartés. Výstava se pak přesunula do Madridu a Bilbaa.
S hnutím spolupracovali Remedios Varová a Benjamin Péret, včetně slavné výstavy "Logicofobista".